# Arhopala hylander
Arhopala hylander är en fjärilsart som beskrevs av Smith 1894. Arhopala hylander ingår i släktet Arhopala och familjen juvelvingar. Inga underarter finns listade i Catalogue of Life.